# Brasserie Cantillon
La Brasserie Cantillon è un birrificio belga a tradizione familiare, che si trova ad Anderlecht (un sobborgo di Bruxelles), inaugurato nel 1900, dedicato in modo quasi esclusivo alla produzione di birre Lambic.

## Storia

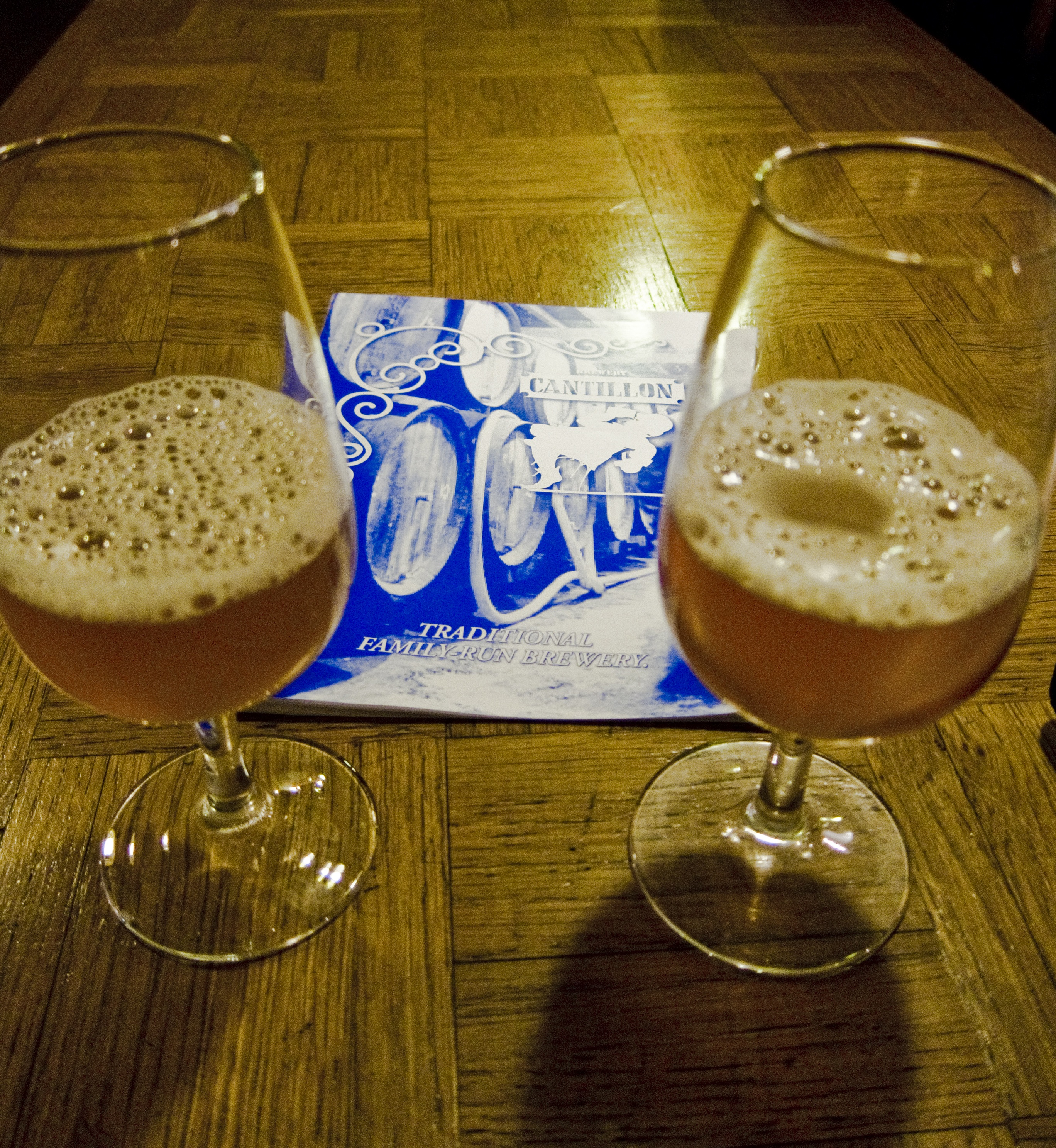
Birra Gueuze

Il padre di Paul Cantillon, Auguste, produttore di cereali, investendo i risparmi di una vita acquistò per lui e suo fratello un birrificio a Hondzocht, quartiere di Lembeek, nel 1894. Dopo un quinquennio di esperienza e assieme alla moglie Marie De Troch, figlia di un famoso birraio, Paul lasciò l'attività di famiglia per aprirne una tutta sua a Bruxelles. Il 12 settembre 1900 Paul e Marie inaugurano ad Anderlecht, luogo scelto per via della vicinanza alla stazione di Bruxelles-Midi e alle vie d'acqua della capitale belga, la loro attività di assemblatori di Lambic. I coniugi Cantillon acquistavano il mosto dai loro parenti che ancora producevano a Lembeek e si occupavano della fermentazione a maturazione nelle loro botti in città producendo Geuze, Kriek, faro e Mars. All'epoca, secondo una fattura emessa nel 1913, una bottiglia costava 0,28 Franchi del Belgio. Un po' più care erano Kriek e Framboise che costavano entrambe 30 centesimi. A ogni consegna veniva richiesto un deposito cauzionale per le bottiglie che venivano poi recuperate e riutilizzate. Gli affari fiorirono e nel 1937 Paul, ora aiutato dai due figli maschi Robert e Marcel, acquistò un impianto per la produzione di Lambic. Nacque così la Brasserie Cantillon. La produzione di mosto cominciò nella stagione brassicola 1938-39. La Seconda guerra mondiale, a cui Robert e Marcel dovettero loro malgrado partecipare, mise i bastoni tra le ruote al neonato birrificio. Fu un decennio difficile per tutti in Belgio, i birrifici furono decimati e solo pochi riuscirono a non soffocare. Cantillon però si distinse raggiungendo nel 1949 il 220% della produzione pre-guerra. Negli anni seguenti, sotto la guida di Robert e Marcel, la produzione incrementò fino a 33.600 ettolitri nel 1953, risultato incredibile e difficilmente raggiungibile anche da un moderno birrificio artigianale. I tempi d'oro del Lambic però erano destinati a finire.
L'avvento delle birre lager e lo spostamento del gusto dei consumatori verso le Geuze addolcite fece sì che nel giro di poco tempo le vendite calarono del 10% ogni anno. Nel 1968 il birrificio era sull'orlo del fallimento, solo sei volte si brassò birra, per un totale di circa 350 ettolitri. Robert, prossimo alla pensione e senza figli, cedette le sue quote al fratello. Unica erede di Marcel (e quindi del birrificio) era Claude Cantillon, sua figlia, che nel 1967 aveva sposato con Jean-Pierre Van Roy, aiutante del padre dal 1963. Il giovane, che aveva alle spalle studi scientifici, dopo il diploma e dopo il servizio militare svolse alcuni lavori presso la Philips e insegnò a scuola ma, senza nessun tipo di contratto a tempo indeterminato, decise nel 1970 di affiancare permanentemente il suocero nel birrificio di famiglia. Per più di un anno imparò i trucchi del mestiere. Marcel avrebbe dovuto andare in pensione nel 1976 ma, già dall’autunno del 1971, trascorreva più tempo nella sua casa di campagna che nell’attività di famiglia. Jean-Pierre, supportato dalla moglie Claude, nel tentativo di rilanciare il birrificio, decise di rifornire la cantina e brassò più di sessanta volte nell’inverno 1971-72 e inoltre acquistò Lambic da altri produttori. Per sostenere questa sua costosa ambizione Jaen-Pierre lavorò sodo delegando il meno possibile. Dal 1978, anno della fondazione del Museo de la Geuze, attualmente una delle attrazioni più visitate di Bruxelles, il birrificio Cantillon non usa più nessun espediente come dolcificanti o simili, per produrre Lambic rispettando in toto il metodo tradizionale. Jean-Pierre decise in oltre di terminare la sua fornitura a supermercati, negozi, caffè e pub che non conservassero le sue bottiglie in maniera corretta (è incredibile però pensare che negli anni ‘70 si potesse trovare la Geuze Cantillon nei supermercati Carrefour). Con l’inizio degli anni ‘80 il lavoro di Jean-Pierre e Claude cominciò a dare i suoi frutti.
Dopo aver riacquistato le varie quote dell’attività e degli edifici ad essa connessi dai vari membri della famiglia, la Brasserie nel 1992 aveva saldato tutti suoi debiti e poté cominciare a investire. Negli anni ‘90 la produzione di Cantillon si stabilì a circa 1000 ettolitri annui per far posto all’interno delle sue mura all’associazione no profit che fa capo al museo. La produzione fu limitata anche dal fatto che, anche se Cantillon non riporta la denominazione Oude in etichetta (secondo Jean-Pierre esiste solo il Lambic tradizionale, tutto il resto non lo è), il birrificio produce solo con metodo tradizionale una grande quantità di Lambic invecchiato, che ha una resa più bassa per metro quadrato). Dal 1989 Jean Van Roy, primogenito di Jean-Pierre e Claude, affianca i genitori in birrificio. Per sua stessa ammissione non è stata una vera e propria scelta, ma successe senza pensarci vedendo i suoi genitori combattere per far sopravvivere il birrificio gli venne naturale aiutarli. Jean, come suo padre prima di lui, non studiò da birraio, ma imparò direttamente sul campo a fianco Jean-Pierre. Molto incuriosito dal mondo del vino, Jean ne inserì vari elementi nella produzione, come l’utilizzo del tappo a corona abbinato a quello di sughero per evitare che dal sughero fuoriuscisse l’anidride carbonica. Questa piccola rivoluzione permise, assieme ad altri cambiamenti che limitano il contatto con l’aria e favoriscono una corretta crescita di batteri e organismi acidificanti, alla birra di Cantillon di diventare più morbida. Una delle altre ragioni per cui il Lambic di Cantillon è di qualità stupefacente, complesso e ben bilanciato, è l’utilizzo di botti “nuove”. Fino al 1990 venivano ancora utilizzate botti appartenute a De Troch sul finire del XIX secolo il cui legno era ormai morto. Cantillon cominciò ad acquistare botti in Italia, Francia e Spagna per rimpiazzare quelle troppo usurate.
Un'altra innovazione inserita è quella dell’uso dell’acciaio inox per la produzione di Kriek, Framboise e altre birre, la cui frutta adesso viene acquistata e surgelata per poter lavorare con un prodotto più costante durante tutta la stagione brassicola. Negli ultimi anni Cantillon si sta ampliando, avendo acquistato gli edifici appartenuti ad un birrificio vicino. L’enorme successo che sta ottenendo il Lambic in tutto il mondo, ha spinto Cantillon ad aumentare la produzione: ora si può gustare una sua Geuze da Roma a New York, passando per Londra, Tokyo e Stoccolma. Dal 2009 Jean-Pierre e Claude hanno lasciato le redini dell’attività di famiglia nelle sapienti mani del figlio Jean, ma ogni sabato vanno ancora in birrificio per allietare i visitatori del Museo della Geuze con la loro presenza. Attualmente Cantillon, assieme alla città di Bruxelles, ha sviluppato un progetto per invecchiare le sue birre, principalmente Geuze, Grand Cru Bruocsella e Kriek, nelle cantine del centro storico.

## Birre
Cantillon produce birre lambic utilizzando esclusivamente il metodo tradizionale ed è l'unico birrificio lambic rimasto in attività nella Regione di Bruxelles-Capitale. Nel 1998 ha iniziato a produrre la Iris, una birra a fermentazione spontanea che non contiene frumento e che per questo non può essere definita lambic.
Le principali birre prodotte sono:
- Gueuze 100% Lambic biologica
- Gueuze 100% Lambic
- Kriek 100% Lambic kriek
- Rosé de Gambrinus (Lambic al gusto di lampone)
- Grand Cru Bruocsella (Lambic, non miscelato e quasi "fermo")
- Iris (birra stagionale senza utilizzo di frumento)
- Vigneronne (Lambic con uva bianca italiana)[3]
- Saint-Lamvinus (con uve merlot e cabernet-franc proveniente da aziende della zona di Libourne, in Francia, zona di produzione di Saint-Émilion e Pomerol)[4]
- Fou' Foune (Lambic all'albicocca)
- Lou Pepe Gueuze
- Lou Pepe Kriek
- Lou Pepe Framboise (al lampone)
- Mamouche (Blend di Lambic e fiori di sambuco)
- Cuvee Saint Gilloise (Blend di Lambic con utilizzo del luppolo Hallertau)
- Nath (Blend di Lambic e rabarbaro)